# 邵天任

邵天任

邵天任（1914年12月7日—2012年4月29日），辽宁凤城人，中华人民共和国法学家。

## 生平
1932年初，邵天任参加东北义勇军。1941年5月，邵天任参加中共领导的革命工作，在晋西北行政公署教育处任职。1941年9月，在延安中国人民抗日军政大学学习。1942年1月，在延安中国人民抗日军政大学俄文大队任助教。1942年5月，在延安军委俄文学校担任教员。
1945年10月，邵天任担任东北民主联军总司令部秘书。其间，1946年2月参加中国共产党。1946年3月，担任辽北省西安电业局局长。1946年8月，任哈尔滨地方法院院长兼松江省高等法院副院长。1947年1月，任鹤岗铁路办事处处长。1947年5月，历任佳木斯铁路办事处副处长、处长兼佳双铁路工程局局长。1948年7月，担任东北人民政府铁道部秘书室副主任。1948年11月，担任东北人民法院秘书处长。1949年10月，担任东北人民政府外事局秘书处处长。
1950年7月，邵天任在中国驻阿拉木图总领事馆担任秘书。1950年10月，历任中国驻苏联大使馆领事部主任、二秘。1954年10月，在中华人民共和国外交部苏欧司任专员。1955年3月，在中华人民共和国外交部条约委员会任专员。1958年9月，任中华人民共和国外交部条约法律司副司长。1969年11月起，在外交部湖南、江西五七干校劳动锻炼。1973年2月，出任中国国际问题研究所国际法研究室主任。1978年11月，担任中华人民共和国外交部国际条法司副司长。1980年8月，升任中华人民共和国外交部条约法律司司长。1982年7月，任外交部法律顾问（大使衔）。
1983年11月起，邵天任历任第六届、第七届全国人大外事委员会顾问。1985年6月起，历任香港特别行政区基本法起草委员会委员、澳门特别行政区基本法起草委员会委员。1993年7月，出任常设仲裁法院仲裁员。1994年6月离休。
1996年1月起，担任香港特别行政区筹备委员会委员和澳门特别行政区筹备委员会委员。1997年5月，经中共中央组织部批准，享受副部长级医疗待遇。
1999年1月，香港终审法院作出判决，撤销对《入境条例》的修订，并宣布香港终审法院有权审查全国人大及其常委会的立法行为。邵天任乃和参加过《中华人民共和国香港特别行政区基本法》起草的中国人民大学教授许崇德、北京大学教授肖蔚云、中国社会科学院法学研究所研究员吴建璠一道，通过《人民日报》发表谈话，批评香港终审法院，一时震动香港。4位法学家由此在香港获得了“四大護法”头衔。
2012年4月29日，邵天任在北京病逝，享年98岁。

## 著作
- 瓦希列夫斯卡亚 等著，邵天任 译，重逢，东北新华书店，1949年
- 邵天任，征尘集——邵天任诗词选，中央文献出版社，2003年